# Niko Hämäläinen
Nicholas "Niko" Antero Hämäläinen (West Palm Beach, 5 maart 1997) is een Fins-Amerikaans voetballer die meest recentelijk uitkwam voor HJK Helsinki.

## Clubcarrière
In 2014 maakte Hämäläinen de overstap van de jeugdopleiding van FC Dallas naar Queens Park Rangers FC waar hij kort daarvoor stage had gelopen. Hij maakte zijn profdebuut voor deze Londense club op 1 oktober 2016 in de wedstrijd tegen Fulham FC toen hij in het veld kwam voor Joel Lynch. Twee weken later stond Hämäläinen voor de eerste keer in de basis in de wedstrijd tegen Sheffield United FC.
In het jaar daarvoor was Hämäläinen al kortstondig verhuurd geweest aan Dagenham & Redbridge FC. Voor deze club speelde hij drie wedstrijden. In 2019 volgde een nieuwe verhuurperiode, ditmaal aan Los Angeles FC. In augustus 2019 volgde een verhuurperiode voor een geheel seizoen bij het Schotse Kilmarnock FC. Daarna volgde nog enkele uitleenbeurten, onder meer aan de Belgische club RWDM.
In 2023 liep zijn contract ten einde bij QPR en maakte hij de overstap naar de Finse club HJK Helsinki.

## Internationale carrière
Hämäläinen kon internationaal zowel uitkomen voor zowel de Verenigde Staten als voor Finland. Hij kwam uit voor diverse vertegenwoordigende jeugdelftallen van Finland. Op 11 januari 2019 maakte hij zijn debuut voor het Finse voetbalelftal in een vriendschappelijk duel met Estland. De wedstrijd eindigde in 1-2. In mei 2021 werd Hämäläinen opgeroepen voor het team dat Finland vertegenwoordigde op het Europees kampioenschap voetbal 2020.
1 Dieng ·
2 Kakay ·
3 Wallace ·
4 Dickie ·
5 De Wijs ·
6 Barbet ·
7 Johansen  ·
8 Amos ·
9 Dykes ·
10 Chair ·
11 Austin ·
12 Ball ·
13 Archer ·
14 Thomas ·
15 Field ·
16 McCallum ·
17 Dozzell ·
19 Gray ·
20 Dunne ·
21 Willock ·
22 Odubajo ·
32 Walsh ·
33 Barnes ·
34 Duke-McKenna ·
37 Adomah ·
Coach: Warburton
1 Hrádecký ·
2 Arajuuri ·
3 O'Shaughnessy ·
4 Toivio ·
5 Väisänen ·
6 Kamara ·
7 Taylor ·
8 Lod ·
9 Jensen ·
10 Pukki ·
11 Schüller ·
12 Joronen ·
13 Soiri ·
14 Sparv  ·
15 Hämäläinen ·
16 Lam ·
17 Alho ·
18 Uronen ·
19 Kauko ·
20 Pohjanpalo ·
21 Lappalainen ·
22 Raitala ·
23 Jaakola ·
24 Valakari ·
25 Ivanov ·
26 Forss ·
Coach: Kanerva